# Edward C. Clark
Pour les articles homonymes, voir Clark.
 (décembre 2023).
La mise en forme du texte ne suit pas les recommandations de Wikipédia : il faut le « wikifier ».
Les points d'amélioration suivants sont les cas les plus fréquents. Le détail des points à revoir est peut-être précisé sur la page de discussion.
- Les titres sont pré-formatés par le logiciel. Ils ne sont ni en capitales, ni en gras.
- Le texte ne doit pas être écrit en capitales (les noms de famille non plus), ni en gras, ni en italique, ni en « petit »…
- Le gras n'est utilisé que pour surligner le titre de l'article dans l'introduction, une seule fois.
- L'italique est rarement utilisé : mots en langue étrangère, titres d'œuvres, noms de bateaux, etc.
- Les citations ne sont pas en italique mais en corps de texte normal. Elles sont entourées par des guillemets français : « et ».
- Les listes à puces sont à éviter, des paragraphes rédigés étant largement préférés. Les tableaux sont à réserver à la présentation de données structurées (résultats, etc.).
- Les appels de note de bas de page (petits chiffres en exposant, introduits par l'outil «  Source ») sont à placer entre la fin de phrase et le point final[comme ça].
- Les liens internes (vers d'autres articles de Wikipédia) sont à choisir avec parcimonie. Créez des liens vers des articles approfondissant le sujet. Les termes génériques sans rapport avec le sujet sont à éviter, ainsi que les répétitions de liens vers un même terme.
- Les liens externes sont à placer uniquement dans une section « Liens externes », à la fin de l'article. Ces liens sont à choisir avec parcimonie suivant les règles définies. Si un lien sert de source à l'article, son insertion dans le texte est à faire par les notes de bas de page.
- La présentation des références doit suivre les conventions bibliographiques. Il est recommandé d'utiliser les modèles {{Ouvrage}}, {{Chapitre}}, {{Article}}, {{Lien web}} et/ou {{Bibliographie}}. Le mode d'édition visuel peut mettre en forme automatiquement les références.
- Insérer une infobox (cadre d'informations à droite) n'est pas obligatoire pour parachever la mise en page.

Pour une aide détaillée, merci de consulter Aide:Wikification.
Si vous pensez que ces points ont été résolus, vous pouvez retirer ce bandeau et améliorer la mise en forme d'un autre article.
Edward Cabot Clark, né le 19 décembre 1811 à Athens et mort le 14 octobre 1882 à Cooperstown, est un avocat, homme d'affaires et investisseur américain.

## Biographie

### Enfance et débuts
Clark est né le 19 décembre 1811 à Athens dans le comté de Greene, New York. Il était l'aîné des trois fils de Nathan Clark (1787-1880) et de Julia (née Nichols) Clark (1793-1873), qui se marièrent en février 1811. Ses frères étaient Nathan Henry Clark (décédé en bas âge) et Nathan Clark Jr., qui a repris l'entreprise de poterie de leur père. Son père a fondé l'entreprise de poterie Athens Pottery Works.
Après avoir passé quatre ans à la Lenox Academy dans le Massachusetts, où il y apprit le latin et le grec, Clark commença à l'automne 1826 à fréquenter le Williams College de Williamstown, où il obtint son diplôme en août 1831.

### Carrière

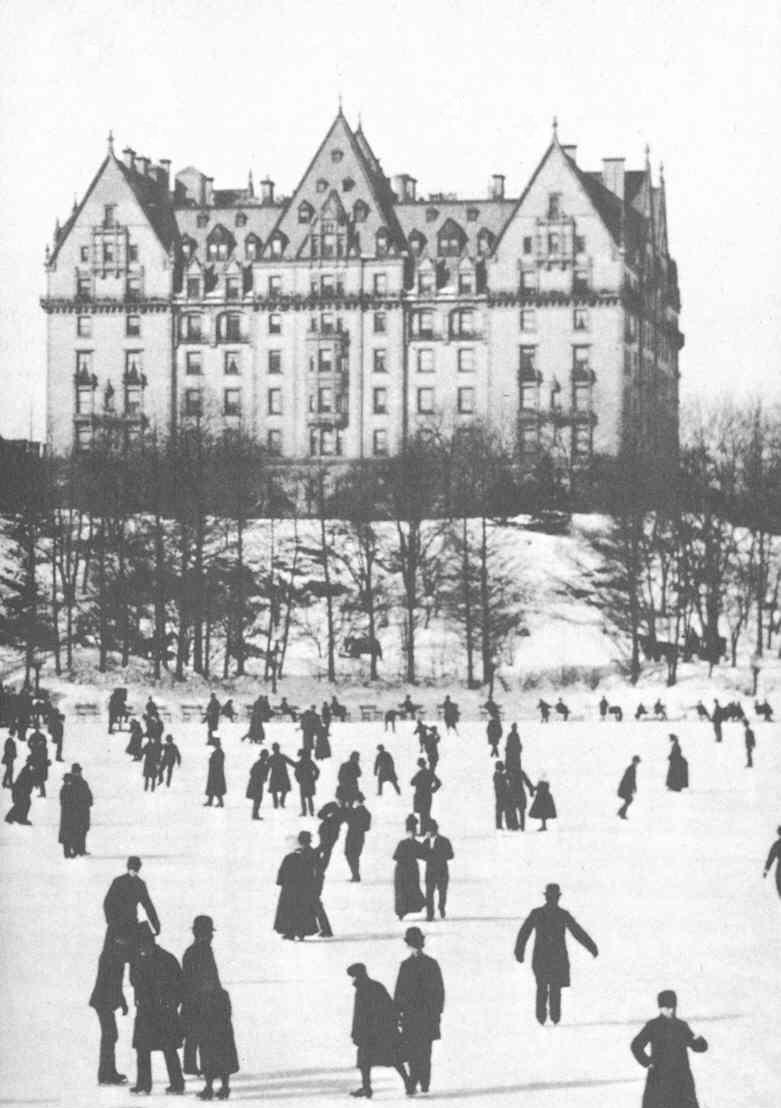
Le Dakota, vu du lac de Central Park (années 1880).

Après avoir obtenu son diplôme à l'université de Williams en 1831, Clark étudia le droit et passa le barreau trois ans plus tard. Clark créa par la suite un cabinet d'avocat où il exerça seul de 1833 à 1837, avant de devenir associé de son ancien camarade d'université Ambrose L. Jordan (qui devint en 1848 le procureur général de l'Etat de New York). Il déménagea alors son cabinet à New York en 1838 où le cabinet devint « le cabinet d'avocats le plus prestigieux de la ville. »
En 1849, Clark rencontra Isaac Merritt Singer et lui apporta des conseils concernant le nom et le brevet de son invention, la machine à coudre. Faute de pouvoir régler les frais juridiques à Clark, Singer lui attribua trois huitièmes des titres en question. En 1851, Singer retourna auprès de Clark afin que l'avocat le défende dans un litige en matière de brevets initié par Elias Howe, qui avait créé la machine à coudre à point noué. Plus tard la même année, Clark et Singer ont cofondé la Singer Sewing Machine Company. En 1856, Clark créa le plan de location-vente, qui fut le premier plan de versement américain,,. Après la mort de Singer en 1875, Clark retourna dans l'entreprise, qui avait été réorganisée en 1865, et guida l'entreprise vers la prospérité en tant que président de 1875 jusqu'à sa retraite en 1882.

### Immobilier

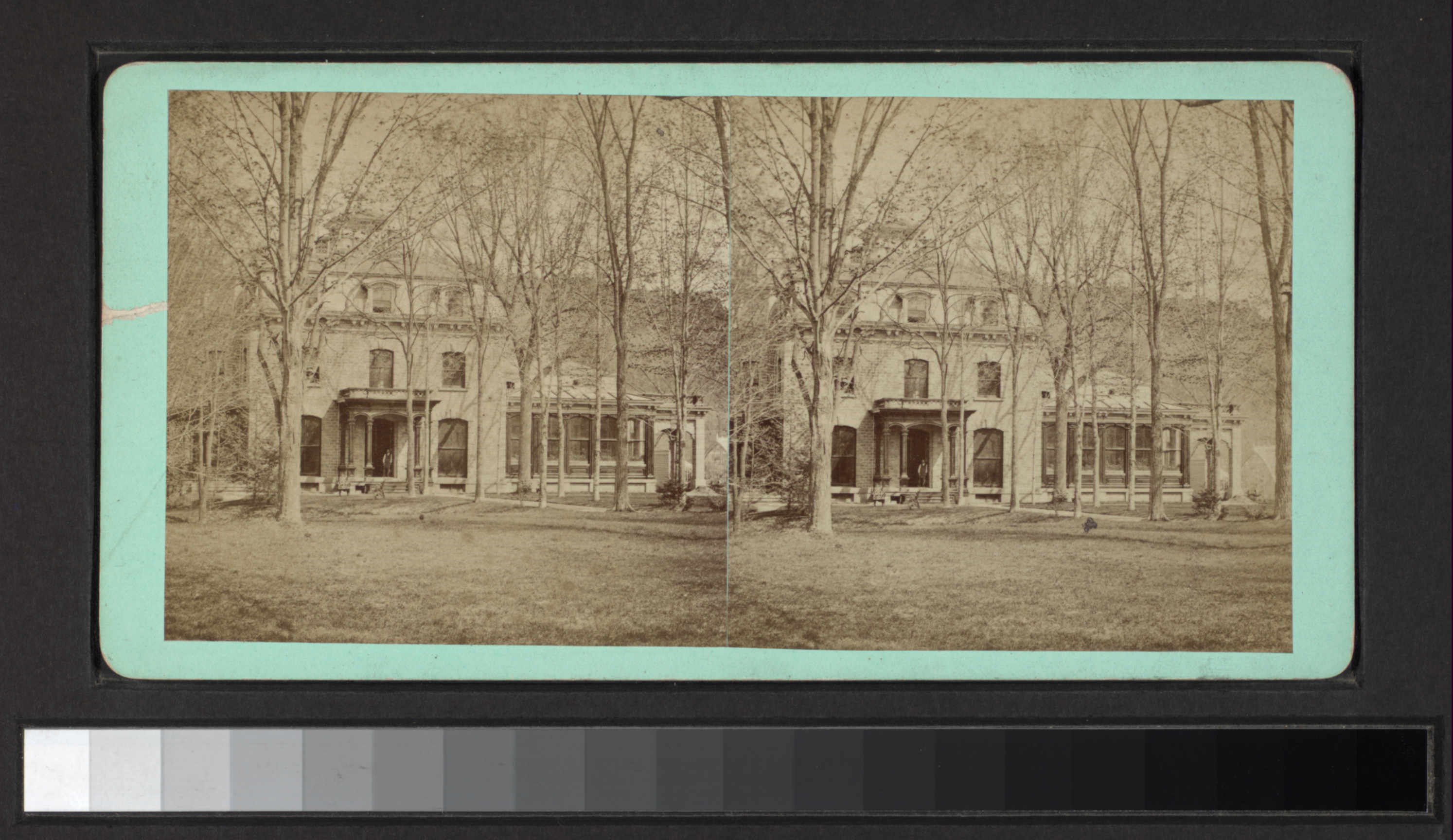
"Fernleigh" (1869)

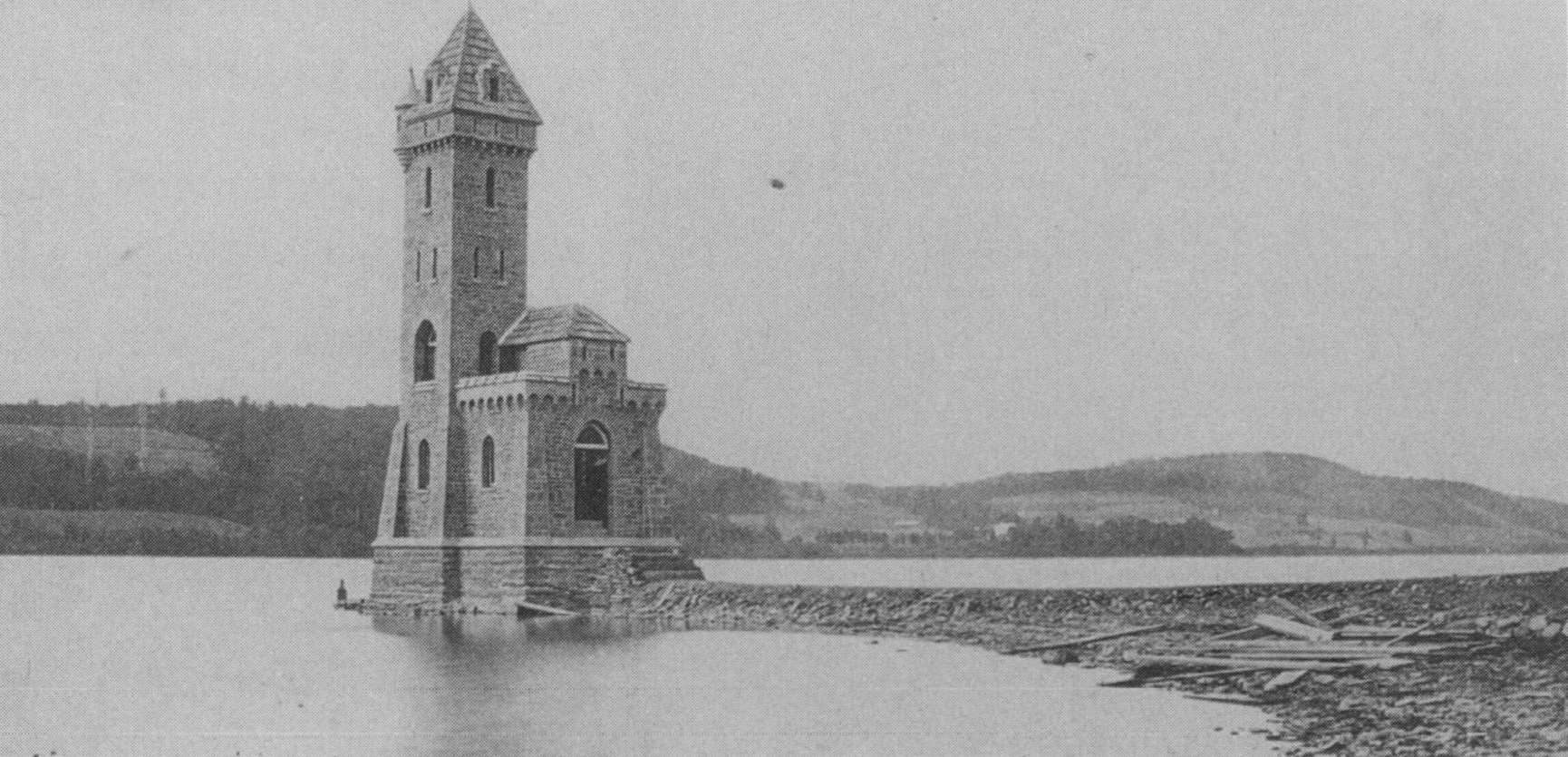
Tour Kingfisher sur le lac Otsego, 1880.

Clark a commencé à investir dans l’immobilier à New York dans les années 1870. Il a acheté une parcelle sur la Septième Avenue entre les rues West 55th et West 57th Street, où il a construit un immeuble d'appartements de luxe d'inspiration française connu sous le nom de « Van Corlear » (nommé en l'honneur d' Anthony Van Corlaer).
Clark a également acheté une parcelle sur lentre Central Park West et la 72ème rue, où il a confié à l'architecte Henry Janeway Hardenbergh la construction du Dakota, un immeuble connu à l'origine sous le nom de « la folie de Clark » avant d'adopter le nom de Dakota (apparemment en référence à son endroit éloigné de New York alors à la mode, qui s'apparentait au territoire du Dakota). La construction commença en octobre 1880 et fut achevée en 1884, deux ans après la mort de Clark en octobre 1882. À sa mort, le Dakota a été légué à son petit-fils et homonyme de 12 ans, Edward Severin Clark.
À Cooperstown, dans l’État de New York, où son beau-père avait été procureur de district, Clark acheta des hectares de terrain et fit construire l'hôtel Fenimore, Pioneer Mills et plusieurs cottages et fermes.
En 1856, Clark acheta le domaine « Apple Hill » près de Cooperstown, au bord du lac Otsego. Sur la propriété, il construisit une grande maison de campagne en pierre connue sous le nom de « Fernleigh » en 1869.
En 1874, il acquiert 500 acres supplémentaires où il construit un chalet suisse et, en 1876, il engage à nouveau Hardenbergh pour lui construire un château néo-gothique, aujourd'hui connu sous le nom Kingfisher Tower, qui s'élève sur le lac Otsego.

## Vie privée
Le 21 octobre 1835, Clark épousa Caroline Jordan (1815-1874), fille de Cornelia Caroline (née Philip) et de Jordan et d'Ambrose L. Jordan, son associé. Ensemble, ils voyagent à travers l'Europe, collectionnant des œuvres d'art et louant des maisons, en France et en Italie où ils passent un hiver. Caroline et Edward étaient les parents de quatre enfants, dont trois sont décédés avant lui :
- Ambrose Jordan Clark (1836-1880), décédé célibataire[3] ;
- Edward Lorraine Clark (1838-1860), décédé célibataire à Rome où il étudiait l'art au Vatican[3] ;
- Julia Elise Clark (1841-1841), décédée en bas âge[3] ;
- Alfred Corning Clark (1844-1896)[14], qui épousa Elizabeth Scriven (1848-1909) [15] à Withecombe à Raleigh . Après sa mort, sa veuve se remarie avec l'évêque Henry Codman Potter[3].

Clark décède le 14 octobre 1882 de la fièvre paludéenne dans son domaine de Cooperstown (comté d'Otsego, New York). À son décès, il lègue une fortune estimée entre 25 000 000 $ (l'équivalent de 758 103 448 $ d'aujourd'hui) et 50 000 000 $ (soit 1 516 206 897 $ aujourd'hui), sans compter son patrimoine immobilier, qu'il a légué à ses petits-fils. Clark a légué 50 000 $ (l'équivalent de 1 516 207 $ aujourd'hui) au Williams College, 250 000 $ (l'équivalent de 7 581 034 $ aujourd'hui) à sa belle-fille Elizabeth, 250 000 $ à chacun de ses quatre petits-fils (en plus des biens immobiliers) et a laissé le reste de l'héritage à son seul fils survivant, Alfred.

### Descendance
Par son fils Alfred, son seul enfant à se marier et à avoir des enfants, il est le grand-père paternel d'Edward Severin Clark, F. Ambrose Clark, Robert Sterling Clark, Stephen Carlton Clark,.